# Artur Phleps
Artur Gustav Martin Phleps, född 29 november 1881 i Birthälm, död 21 september 1944 i Arad, var en rumänsk-tysk SS-Obergruppenführer och general i Waffen-SS. Han förde 1942–1943 befäl över 7. SS-Freiwilligen-Gebirgs-Division Prinz Eugen och 1943–1944 över V. SS-Freiwilligen-Gebirgskorps.
Under första världskriget stred Phleps i österrikisk-ungerska armén och specialiserade sig på bergskrigföring. Under mellankrigstiden anslöt han sig till rumänska armén, där han uppnådde tjänstegraden generallöjtnant. År 1941 inträdde Phleps i Waffen-SS och kommenderade olika divisioner under andra världskrigets senare del. År 1944 organiserade han evakueringen av Volksdeutsche från Siebenbürgen. I september 1944 tillfångatogs Phleps av Röda armén och arkebuserades.

## Befordringar i Waffen-SS
- Oberführer: 30 juni 1941 (inträdde i Waffen-SS med denna grad)
- Brigadeführer: 30 november 1941
- Gruppenführer: 20 april 1942
- Obergruppenführer: 21 juni 1943